# Красняни (Підляське воєводство)
Красняни (пол. Kraśniany) — село в Польщі, у гміні Сокулка Сокульського повіту Підляського воєводства.
Населення — 332 особи (2011).
У 1975—1998 роках село належало до Білостоцького воєводства.

## Демографія
Демографічна структура станом на 31 березня 2011 року:
|          | Загалом | Допрацездатний вік | Працездатний вік | Постпрацездатний вік |
| -------- | ------- | ------------------ | ---------------- | -------------------- |
| Чоловіки | 165     | 42                 | 103              | 20                   |
| Жінки    | 167     | 42                 | 89               | 36                   |
| Разом    | 332     | 84                 | 192              | 56                   |